# Bugatti Tourbillon
Bugatti Tourbillon är en supersportbil som den franska biltillverkaren Bugatti Automobiles presenterade i juni 2024. Bugatti planerar att bygga 250 exemplar med första leverans 2026. Namnet kommer från tourbillon, en komponent i mekaniska urverk.
Bilen har en mittmonterad sextoncylindrig sugmotor som utvecklats tillsammans med den brittiska motorbyggaren Cosworth. Toppeffekten uppges till 1 000 hk. Förbränningsmotorn kompletteras med tre stycken elmotorer, en för bakhjulen och en på vardera framhjulet. Den sammanlagda systemeffekten ligger på 1 800 hk. Batteriet har en kapacitet på 25 kWh vilket ska ge en räckvidd vid eldrift på 60 km. Priset anges till €3 800 000.